# Philodryas varia
Philodryas varia — вид змій родини полозових (Colubridae). Мешкає в Аргентині і Болівії.

## Поширення і екологія
Philodryas varia мешкають на північному заході Аргентини, в провінціях Катамарка, Тукуман, Сальта і Жужуй, а також на півдні Болівії. Вони живуть на луках та в подокарпово-вільхових лісах.